# رينيه كارتر
رينيه كارتر (بالإنجليزية: Rene Carter)‏ (23 يوليو 1987 بجزر كايمان في المملكة المتحدة - ) هو لاعب كرة قدم بريطاني في مركز الوسط. شارك مع منتخب جزر كايمان لكرة القدم. أما مع النوادي، فقد لعب مع Scholars International SC ‏ وElite SC ‏.

## وصلات خارجية
- رينيه كارتر على موقع قاعدة بيانات كرة القدم.إي يو (الإنجليزية)
- رينيه كارتر على موقع ناشيونال فوتبول تيمز (الإنجليزية)
- رينيه كارتر على موقع Soccerway.com (الإنجليزية)